# Afonso de Paiva
Afonso de Paiva (Castelo Branco, ~1460 - algun lloc d'Etiòpia, el 1490 o 1491) fou un explorador portuguès al servei del rei Joan II, que fou enviat d'incògnit el 1487, junt a Pêro da Covilhã, a un viatge cap a Orient per recollir informació sobre les rutes comercials. Afonso va morir de pesta en algun indret d'Etiòpia, vers el 1490 o 1491, sense poder arribar a enviar els informes sobre l'expedició. Pêro da Covilhã tingués més sort i completà la missió, tot i que tampoc tornà mai a Portugal.

## Missió a Orient

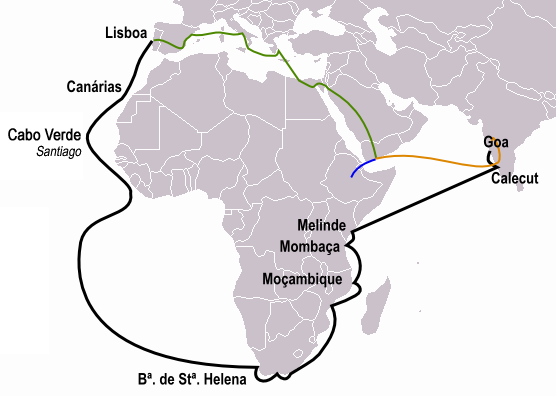
Viatge conjunt de Pêro da Covilhã i Afonso de Paiva fins Aden el 1487-1488 (verd);
Viatge de Covilhã el 1489-1490 (taronja);
Viatge de Covilhã cap a Etiòpia 1490-†1530? (blau);
Viatge de Vasco da Gama el 1497-1499 (negre)

El 1487, D. Joan II l'envià, junt a Pêro da Covilhã, a la recerca de notícies sobre el regne del mític Preste Joan i la ruta cap a l'Índia. Disfressats i entrenats per cosmògrafs reials i el rabí de Beja, van marxar a cavall el 7 de maig de Santarém cap a Barcelona, on arribaren el 14 de juny. Un vaixell els dugué en deu dies fins a Nàpols, i en deu dies més fins a les illes gregues. Van desembarcar a  Rodes, illa que pertanyia a l'Orde dels Cavallers de Sant Joan de Jerusalem, descansant a casa d'uns frares portuguesos.
Rodes fou la darrera terra cristiana que trepitjarien. Des d'allà es dirigiren cap a Alexandria, on adquiriren algunes mercaderies per fer més creïble la disfressa de comerciant. Emmalaltiren per culpa de les febres del Nil, estant a punt de morir. Una vegada recuperats tractaren de seguir la ruta de les espècies, però en direcció contrària: cap a la vila portuària de Rosetta (Egipte) a cavall i d'allà, en vaixell, fins al Caire. Després s'uniren a una caravana que, travessant el desert per la riba oriental del mar Roig, creuaria vers Aràbia i la ciutat d'Aden, a les portes de l'oceà Índic, tot passant per la ciutat de Suez, el-Tor, i les ciutats de Medina i La Meca.
A Aden hi arribaren el 1488 i allà se separaren, per dirigir-se de Paiva a Etiòpia, a la recerca del Preste Joan; i da Covilhã cap a l'Índia. Quedaren per tornar-se a trobar a les portes de la ciutadella del Cairo dins els primers 90 dies de 1491, però no fou possible el retrobament puix Paiva havia mort de pesta pocs mesos abans sense poder explicar els seus viatges i aventures.